# The Angel of Poverty Row
Pour plus de détails, voir Fiche technique et Distribution.
The Angel of Poverty Row est un film muet américain réalisé par Colin Campbell et sorti en 1917.

## Fiche technique
- Titre : The Angel of Poverty Row
- Réalisation : Colin Campbell
- Scénario :
- Production : William Selig
- Société de production : Selig Polyscope Company
- Société de distribution : General Film Company
- Pays de production :  États-Unis
- Langue : Anglais
- Format : Noir et blanc — 35 mm — 1,33:1 — Son : Muet
- Genre : Film dramatique
- Durée : 10 minutes
- Date de sortie : 
  - États-Unis : 2 octobre 1917

## Distribution
- Bessie Eyton